# Radzice
Radzice – część  wsi Kacice w Polsce, położona w województwie mazowieckim, w powiecie pułtuskim, w gminie Pułtusk.
W latach 1975–1998 Radzice administracyjnie należały do województwa ciechanowskiego.